# هيو سولجي
هيو سولجي، المعروفة بإسم سولجي (بالكورية: 허솔지)‏ هي مغنية كورية جنوبية، ولدت يوم 10 يناير 1989 في سونغنام في كوريا الجنوبية.

## روابط خارجية
- Heo Sol-ji على موقع ميوزك برينز (الإنجليزية)